# Bloch MB.300
Bloch MB.300 Pacifique (также известен как La Grosse Julie, «Большая Жюли») — французский цельнометаллический трёхмоторный авиалайнер, разработанный в межвоенный период компанией Bloch для Air France. Единственный прототип был выпущен в 1935 году, однако, из-за связанных с доработками задержек, он был получен заказчиком лишь тремя годами позже, что резко уменьшило шансы на его серийное производство. Предположительно продан Республиканской Испании.

## История
После катастрофы Dewoitine D.332 L'Émeraude, происшедшей 15 января 1934 года и заставившей компанию Air France отменить заказ на 5 D.334, Министерство авиации Франции опубликовало требования на «скоростной трёхмоторный 30-местный самолёт». Им соответствовали проекты Dewoitine D.620 и Bloch MB.300.
Новый самолёт компании Bloch, получивший название «Pacifique» разрабатывался параллельно с двухмоторным MB.220. Он представлял собой цельнометаллический низкоплан (в конструкции которого использовались крылья от бомбардировщика MB.210) с убирающимся шасси. В фюзеляже прямоугольного сечения с закругленной верхней поверхностью размещались 4 ряда сидений, разделённые центральным коридором шириной 55 см. За кабиной, в которой находились два пилота, штурман и радист, был расположен состоявший из трёх помещений салон: переднее на 8 мест 1-го класса, центральная часть, включающая барную стойку и ещё 6 мест, и, наконец заднее на 16 мест 2-го класса. Багажные отсеки были обустроены под полом салона.
Оборудованный тремя 1000-сильными двигателями Gnome et Rhône 14 Kfrs 1 Mistral Major, прототип, как и многие другие проекты Bloch, был построен в Курбевуа и собран в Виллакубле в июле 1935 года. Первый полёт основного конкурента Pacifique, самолёта D.620 был совершён 27 октября 1935, а MB.300 взлетел лишь 16 ноября; управляли им испытатели Андре Кюрваль и Жан Лапейр.
Завершив первую серию испытаний, прототип, получивший временный бортовой номер F-AONB, вернулся на завод для проведения различных доработок, включавших: удлинение фюзеляжа на 31 см, уменьшение размаха крыльев, а также установку сайлентблоков на опоры двигателя для уменьшения вибраций в кабине. Испытания возобновились 2 февраля 1936 года (к тому моменту Air France уже сделала выбор в пользу Dewoitine D.338) и продолжались до июля, когда самолёт, получивший от техников прозвище La Grosse Julie, был передан в исследовательский центр CEMA, где и пребывал до ноября, когда его перевели в Мариньян.
Доработанный согласно новому проекту, MB.300 покинул завод 24 марта 1937 года; за это время у него были переделано хвостовое оперение, двигатели заменены на Gnome et Rhône 14N-16/17, изменена компоновка кабины, из-за чего количество пассажиров уменьшилось с 30 до 24 (в каждой из частей салона их размешалось по 8). Чуть позже он получил в CEMA сертификат лётной годности и новый код регистрации — F-AOUI.
Перед приёмкой Air France, в начале октября 1937 года, на маршруте Париж-Тулуза-Марсель шеф-пилотом Лионелем де Мармье при содействии Андре Кюрваля были проведены 100-часовые испытания самолёта. MB.300 был принят в эксплуатацию в январе 1938 года. Дальнейшая его судьба неизвестна, но, по некоторым данным, он был продан Испании.
Поскольку преемник фирмы Bloch, государственное объединение SNCASE не могло рассчитывать на дальнейшие заказы этой модели, работы над проектом были прекращены, а усилия конструкторов сосредоточены на MB.161.

## Лётно-технические характеристики

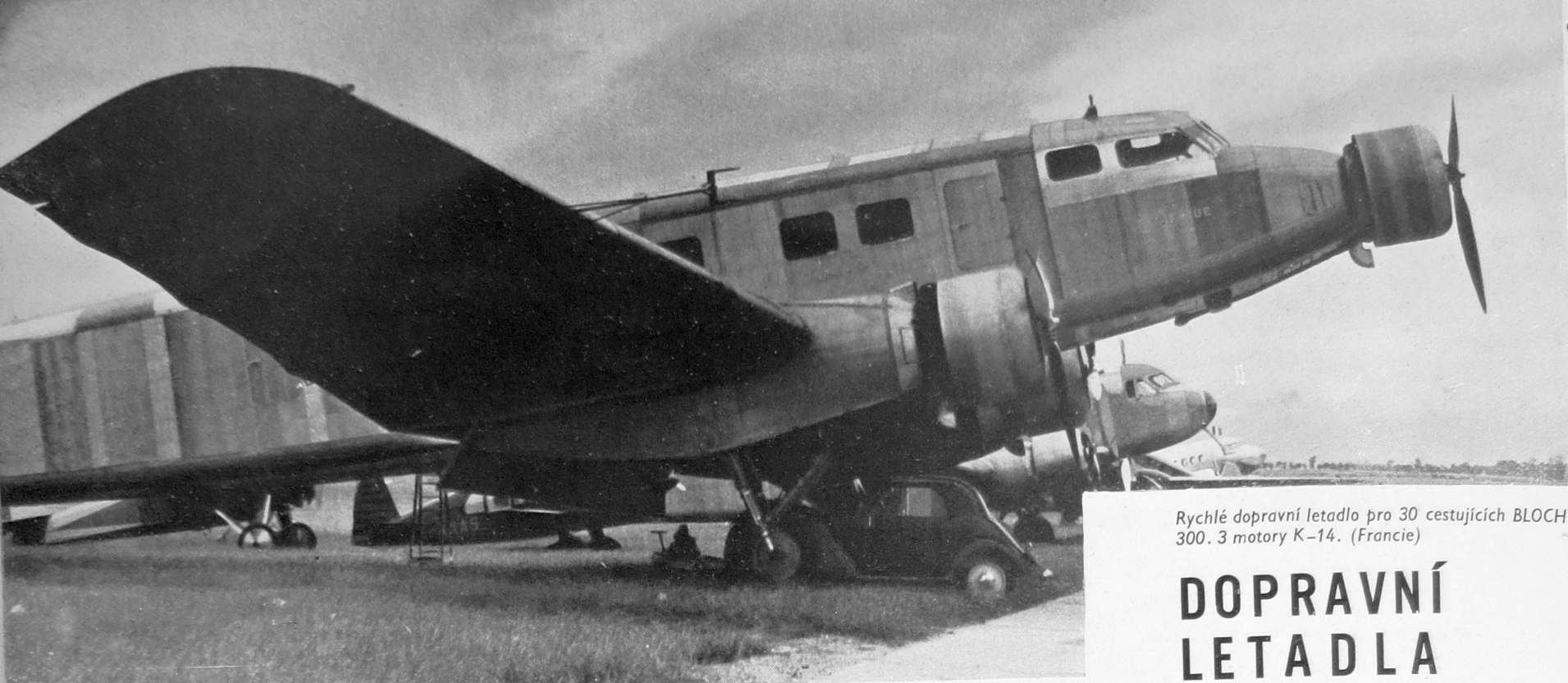
Bloch MB.300 с двигателями Mistral K 14

Источник данных: Jane's All the World's Aircraft 1938

Технические характеристики
- Экипаж: 4
- Пассажировместимость: 27 passengers daytime, 12 passenger sleeper or 4580 кг (10 100 фунтов) payload
- Длина: 24,9 м
- Размах крыла: 25,9 м
- Высота: 6,75 м
- Площадь крыла: 100 м²
- Масса пустого: 9 000 кг
- Нормальная взлётная масса: 13 580 кг
- Силовая установка: 3 × 2 Gnome-Rhône 14N-16 и 1 Gnome-Rhône 14N-17 14-цилиндровый радиальный воздушного охлаждения
- Мощность двигателей: 3 × 915 л. с. (3 × 682 кВт)
- Воздушный винт: трёхлопастный, изменяемого шага

Лётные характеристики
- Максимальная скорость: 350 км/ч на высоте 2200 м
- Практическая дальность: 1 000 км
- Практический потолок: 8 000 м